# Солано, Нольберто
Нольберто Альбино Солано Тодко (исп. Nolberto Albino Solano Todco; род. 12 декабря 1974, Кальяо, Перу) — бывший игрок сборной Перу по футболу, в настоящее время главный тренер сборной Пакистана. Большую часть своей карьеры Нольберто провёл в английской премьер-лиге. В Перу он является одним из самых известных перуанцев, в частности Солано — первый перуанский футболист, выступавший в английской Премьер-лиге.

## Биография
В семье он был седьмым, самым младшим ребёнком. Его отец занимал должность в армии Перу, а мать была домохозяйкой. Играть в футбол он начал ещё в детстве на улицах родного города.
Наблюдая в детстве за выступлением своей сборной на Чемпионатах мира 1978 и 1982 года, он очень полюбил футбол, и сделал его своей целью.

## Карьера в сборной
Свою первую игру за сборную Перу Солано провёл в возрасте 18 лет. С тех пор он провёл 95 матчей и забил 20 голов. С середины 1990-х годов Солано был одним из ключевых игроков сборной, но в июне 2005 года из-за разногласий с тренером ему пришлось уйти из сборной. В 2006 году с назначением нового тренера вернулся и Солано, однако, несмотря на это, он не попал в состав сборной на континентальный чемпионат. Потеряв шансы выйти в финальную часть Чемпионата мира по футболу 2010, он объявил о своём решении уйти из сборной.